# 水鳖科
水鳖科约18属，80余种，广泛分布全球，中国有9属，25种，全国分布。
1981年的克朗奎斯特分类法将其单独列为一个水鳖目，1998年根据基因亲缘关系分类的APG 分类法将其并入泽泻目，并合并一些原来分类属于其他科的属，如茨藻属。
在台灣，瘤果簣藻、有尾簣藻、日本簣藻、水蘊草、水王孫、水車前、大苦草、苦草均屬於水鱉目水鱉科，而除了東部地區，全島均有分布。不過這些野生科種，因福壽螺等公害而有大量減少趨勢。
2003年的APG II植物分類系統就取消了水鱉目這個目，而將水鱉目的種類改分類至澤瀉目下。
有几种水鳖科的植物被作为观赏植物或水族箱中装饰的植物而引进。

## 形态
- 浮水或沉水草本植物，生长在淡水或咸水中；一年生或多年生。
- 叶子基生或茎生，茎生叶无柄，互生、对生或轮生；为单叶，线形或阔。
- 花辐射对称，单性，同株或异株，很少两性，着生在一佛焰苞或两个对生的苞片内，雄花常多数，雌花单生；花被1－2列，每列3片；雄蕊3至多数；子房下位一室，有3－6个侧膜胎座；花柱通常与胎座同数；胚珠多数。
- 果实球形至线形，干燥或有肉瓤，不规则地破裂。

## 属
- 水育花屬 Apalanthe
- 團花藻屬 Appertiella
- 水筛属 Blyxa
- 水蕴草属 Egeria
- 伊乐藻属 Elodea
- 海菖蒲属 Enhalus
- 喜盐草属 Halophila
- 黑藻属 Hydrilla
- 水鳖属 Hydrocharis
- 软骨草属 Lagarosiphon
- 南美海綿属 Limnobium
- 輪絲藻屬 Maidenia
- 茨藻属 Najas
- 虾子草属 Nechamandra
- 水车前属 Ottelia
- Stratiotes
- 泰来藻属 Thalassia
- 苦草属 Vallisneria